# Третій Пролетаріат

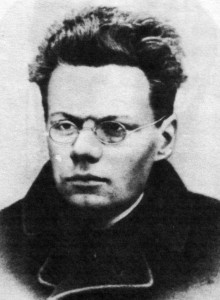
Людвіг Кульчицький

III Пролетаріат (пол. Polska Partia Socjalistyczna «Proletariat») — польська політична партія, що існувала з 1900 по 1909 роки.

## Історія
Створена у Львові в 1900 році, в період, коли Польща входила до складу Російської імперії. Створена в результаті розколу в Польській соіалістичній партії, якій ініціювала львівська фракція партії під керівництвом Людвіга Кульчицького, Болеслава Дробнера та інших. Виступала за терор, як форму боротьби з царським самодержавством. Через репресії царського керівництва припинила своє існування в 1909 році.